# Melania Gabbiadini
Melania Gabbiadini és una futbolista italiana, que juga com a davantera. És internacional per Itàlia, amb la qual ha jugat tres Eurocopes (2005-13). Ha desenvolupat la major part de la seva carrera a l'ASD Verona, club amb el qual ha guanyat cinc Scudettos.
El seu germà Manolo també és futbolista internacional.

## Trajectòria
| Temporades    | Club        | Títols                           |
| ------------- | ----------- | -------------------------------- |
| 00/01 - 03/04 | ACF Bergamo |                                  |
| 04/05 - act.  | ASD Verona  | 5 Lligues, 2 Copes, 3 Supercopes |